# Maoming
Maoming (egyszerűsített kínai írással: 茂名, pinjin: Màomíng) prefektúra szintű város Kínában, Kuangtung tartományban. Lakosainak száma 6 174 050 fő (2020).

## Népesség
| 2018 | 6 313 200 |
| 2020 | 6 174 050 |